# Crystallophyes amygdalina
Crystallophyes amygdalina är en nässeldjursart som beskrevs av Moser 1925. Crystallophyes amygdalina ingår i släktet Crystallophyes och familjen Clausophyidae. Inga underarter finns listade i Catalogue of Life.